# Regierung W. T. Cosgrave II

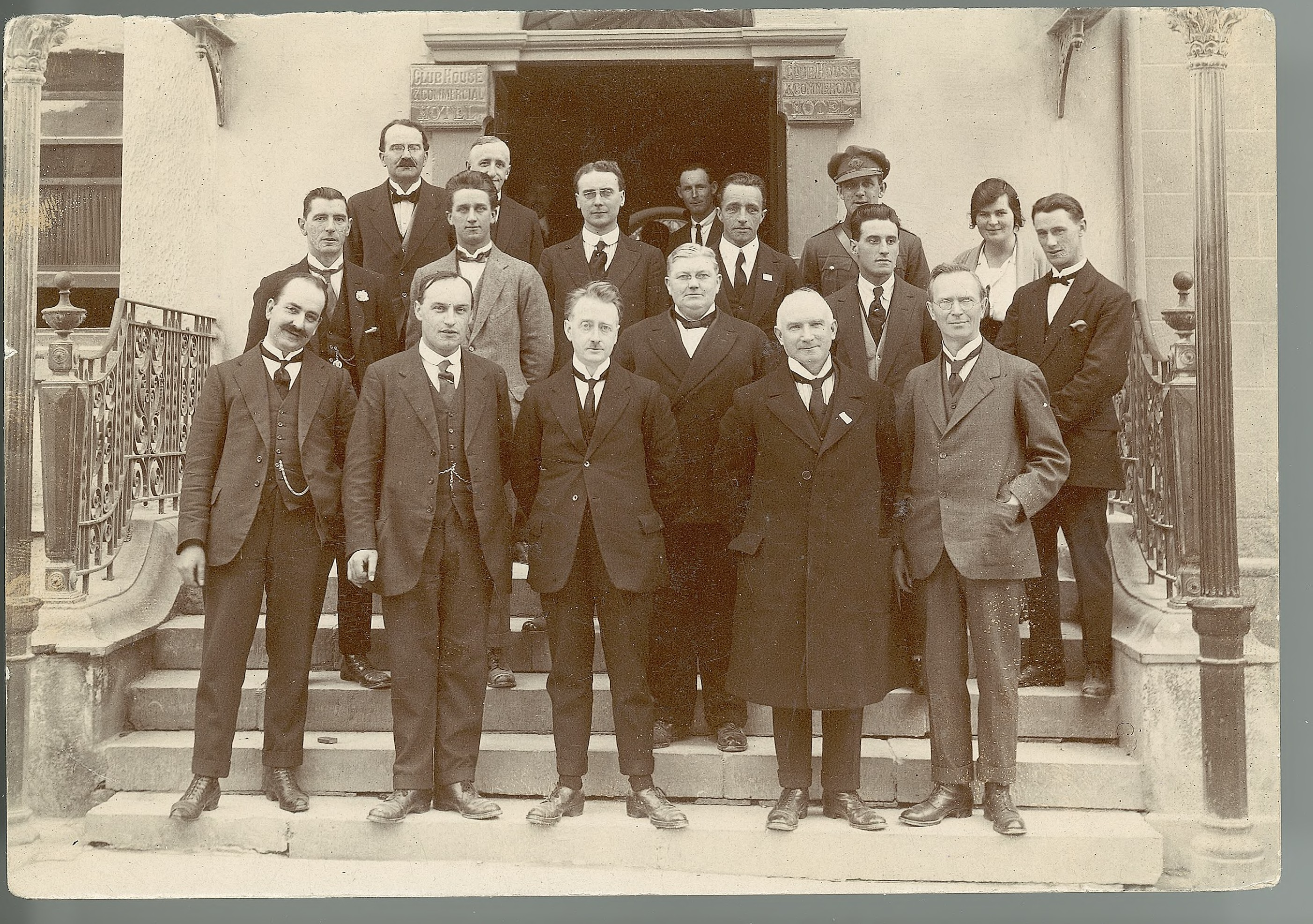
Cumann na nGaedheal Regierung, 1922/1923

Die Regierung W. T. Cosgrave II war der erste Exekutivrat des Irischen Freistaats, sie amtierte vom 6. Dezember 1922 bis zum 21. September 1923.
Mit dem Inkrafttreten des Anglo-Irischen Vertrags am 6. Dezember 1922 entstand der Irische Freistaat. Der Regierungsrat (Executiv Council) löste die beiden bisherigen Regierungen, das Ministry of the Dáil der Irischen Republik und die Provisorische Regierung (Provisional Government) von Südirland, ab.
Der Dáil, das irische Parlament, wählte am 6. Dezember 1922 William Thomas Cosgrave zum Präsidenten des Exekutivrats. Cosgrave, leitete als President of the Dáil und Chairman of the Provisional Government bereits die beiden Vorgängerregierungen. Die Minister wurden am selben Tag gewählt. Am 14. Dezember wurden drei weitere Minister ernannt, die jedoch nicht dem Regierungsrat angehörten.
Bei Amtsantritt der Regierung war die Sinn Féin, die bei der Parlamentswahl am 16. Juni 1922 96 der 128 Mandate gewann, in die Befürworter und die Gegner des Anglo-Irischen Vertrags gespalten, im Land herrschte seit Juni 1922 ein Bürgerkrieg zwischen Vertragsbefürwortern und -gegnern. Die Vertragsbefürworter, die den Regierungsrat stellten, beschlossen eine eigene Partei zu gründen, Cumann na nGaedheal (CG), die im April 1923 gegründet wurde.
Der Bürgerkrieg endete im Mai 1923, der Dáil löste sich am 9. August 1923 auf. Bei den Parlamentswahlen am 27. August 1923 wurde Cumann na nGaedheal stärkste Partei und stellte weiterhin die Regierung.

## Zusammensetzung
| Minister                                                     | Minister                | Minister | Minister          | Minister | Minister           |
| Amt                                                          | Name                    | Partei   | Amtszeit          | Amtszeit | Amtszeit           |
| ------------------------------------------------------------ | ----------------------- | -------- | ----------------- | -------- | ------------------ |
| Präsident des Exekutivrats                                   | William Thomas Cosgrave | CG       | 6. Dezember 1922  | –        | 20. September 1923 |
| Vizepräsident des Exekutivrats                               | Kevin O’Higgins         | CG       | 6. Dezember 1922  | –        | 21. September 1923 |
| Außenminister                                                | Desmond FitzGerald      | CG       | 6. Dezember 1922  | –        | 21. September 1923 |
| Bildungsminister                                             | Eoin MacNeill           | CG       | 6. Dezember 1922  | –        | 03. Oktober 1923   |
| Finanzminister                                               | William Thomas Cosgrave | CG       | 6. Dezember 1922  | –        | 21. September 1923 |
| Minister für Industrie und Handel                            | Joseph McGrath          | CG       | 6. Dezember 1922  | –        | 21. September 1923 |
| Innenminister                                                | Kevin O’Higgins         | CG       | 6. Dezember 1922  | –        | 21. September 1923 |
| Minister für lokale Verwaltung                               | Ernest Blythe           | CG       | 6. Dezember 1922  | –        | 15. Oktober 1923   |
| Verteidigungsminister                                        | Richard Mulcahy         | CG       | 6. Dezember 1922  | –        | 21. September 1923 |
| Minister, die nicht dem Executive Council angehören          |                         |          |                   |          |                    |
| Amt                                                          | Name                    | Partei   | Amtszeit          | Amtszeit | Amtszeit           |
| Minister für Fischerei                                       | Fionán Lynch            | CG       | 14. Dezember 1922 | –        | 15. Oktober 1923   |
| Landwirtschaftsminister                                      | Patrick Hogan           | CG       | 14. Dezember 1922 | –        | 15. Oktober 1923   |
| Generalpostmeister                                           | James J. Walsh          | CG       | 14. Dezember 1922 | –        | 15. Oktober 1923   |
| Parlamentarische Sekretäre                                   |                         |          |                   |          |                    |
| Amt                                                          | Name                    | Partei   | Amtszeit          | Amtszeit | Amtszeit           |
| Parlamentarischer Sekretär beim Exekutivrat                  | Eamonn Duggan           | CG       | 6. Dezember 1922  | –        | 21. September 1923 |
| Parlamentarischer Sekretär beim Präsidenten des Exekutivrats | Daniel McCarthy         | CG       | 6. Dezember 1922  | –        | 21. September 1923 |

Die Amtsinhaber amtierten, bis ihre Nachfolger vom Parlament bestimmt wurden. Daher die Unterschiede im Ende der Amtszeiten.